# Группа могил борцов за Советскую власть (Донецк)
Группа могил борцов за Советскую власть — мемориальный комплекс в Ворошиловском районе Донецка.
Установлен на месте крупнейшего в Донецке захоронения участников Октябрьской революции 1917 года и гражданской войны в России. Здесь похоронено 26 человек в 1 братской и 4 одиночных могилах.
В 1957 году рядом с группой могил был установлен обелиск из серого полированного гранита на котором написано «Борцам за советскую власть». У подножия обелиска вырезанная в граните пятиконечная звезда и вечный огонь. Авторы обелиска: архитекторы — Е. А. Равин и Н. В. Куликов.
С обеих сторон обелиска расположены гранитные плиты с надписями.
С левой стороны расположены 4 плиты:
|  | В борьбе за установление Советской власти в Донбассе погибли в январе-феврале 1921 года Чикирисов Ф. З. Каменов Г. П. Коваль А. А. Рыжкевич Л. Л. |

Чикирисов Федот Захарович (1878—1921) — участник борьбы за Советскую власть в Юзовке. Будучи делегатом от Юзовского металлургического завода на съезд металлургов в г. Бахмуте, был убит бандитами по дороге на съезд. Именем Чикирисова названа улица в Ленинском районе.

Коваль Андрей Андреевич (? — 1921) — слесарь Юзовского металлургического завода, участник Гражданской войны, секретарь Волновахского районного комитета РКП(б) с октября 1920 г. Убит бандитами в 1921 г. Именем Коваля названа улица в Ворошиловском районе.
|  | В борьбе за Советскую власть в марте 1921 года погибли бойцы продотряда Иванов И. Баранников И. Зубков В. Кондрашев И. Григорьев А. Савельев М. Воробьев Ф. Степанищев И. Кучук Г. Челпанов М. Ермаков И. Кузькин И. Гореславский Н. Сейдель Г. Мироненко Ф. Тургененко А. Синь-Цум Ревякин П. Вислобоков А. |
|  | Продовольственный отряд направленный для изъятия продовольствия в сельских населённых пунктах был разгромлен «бандитами» 21 марта 1921 года у с. Новобешево (ныне в Старобешевском районе Донецкой области), тела погибших были захоронены в сквере. Иванов Иван Иванович — боец Юзовского рабочего отряда. Именем Иванова названа улица в Куйбышевском районе. Баранников Иван — боец Юзовского рабочего отряда. Именем Баранникова названа улица в Пролетарском районе. Зубков Владимир (1893—1921) — боец Юзовского рабочего отряда. Именем Зубкова названа улица в Ленинском районе. Кондрашев Иван — боец Юзовского рабочего отряда. Именем Кондрашева назван переулок в Ленинском районе. Савельев Митрофан — боец Юзовского рабочего отряда. Именем Савельева названа улица в Ленинском районе. Воробьёв Филипп Матвеевич (1898—1919) — шахтёр красноармеец-пулемётчик. Погиб в бою с белогвардейцами близ Юзовки. Именем Воробьёва названа улица в Пролетарском районе. Здесь похоронен коммунар Лагутенко, Иван Петрович зверски убитый бандитами 22 сентября 1921 года |
|  | Здесь похоронен член КПСС с 1903 года товарищ Славин Арон Исаакович зверски убитый бандитами в мае 1922 года |

С правой стороны монумента расположены 2 плиты:
|  | В борьбе за установление Советской власти в Донбассе в 1919—1921 гг. погибли: Ходаковский М. Ю. Лобутенко С. К. Мощев Г. А. Кучуков С. И. Петрович И. П. Степаненко П. М. Иглин Ф. Ф. |
|  | Здесь похоронены 13 красногвардейцев и 4 партизана погибшие в боях за Советскую власть с Белобандитами в 1918—1919 гг.                                                                |

Вокруг мемориального комплекса разбит сквер, который носит имя Павших Коммунаров. Так же назван проспект, который начинается у сквера.
Кроме того в честь коммунаров названы некоторые улицы Донецка: Баранникова, Коваля, Лобутенко, Ревякина, Савельева, Славина, Степаненко, Ходаковского, Челпанова и проспект Лагутенко.
В октябре 2008 года памятник были осквернён украинскими националистами, которые нарисовали на нём свастику. Также в это время был осквернён памятник Артёму.
В 2010 году у подножия памятника после перерыва был вновь зажжён вечный огонь.